# Anna Czekanowicz
Anna Czekanowicz-Drążewska (ur. 12 czerwca 1952 w Sopocie) – polska poetka, prozaik, tłumaczka.

## Życiorys
Urodziła się w rodzinie Stanisława Czekanowicza (1913–1968), inżyniera mechanika, i Beatrycze z domu Berwaldt. W 1971 ukończyła I Liceum Ogólnokształcące w Gdańsku. W latach 1972–1978 studiowała filologię polską na Uniwersytecie Gdańskim. Debiutowała w 1973 jako poetka na łamach pisma studenckiego „Litteraria”. Jej pierwszym publikowanym utworem był wiersz „Oszukana…”. Rok później zamieściła swoje liryki w „Delcie”, dodatku do miesięcznika społeczno- kulturalnego „Litery”. Współtworzyła scenariusz 4 początkowych odcinków serialu telewizyjnego Radio Romans, a także 150 odcinków słuchowiska radiowego Ulica Kwietna emitowanego w Radiu Gdańsk (1995–1998). Adaptowała Alicję w Krainie Czarów (Teatr Wybrzeże, premiera w listopadzie 1998, w reżyserii Stefana Chazbijewicza).
W latach 1976–1979 związana była z grupą poetyckiej Wspólność, która wchodziła w skład formacji poetyckiej Nowa Prywatność. W 1978 była przewodniczącą Koła Młodych Oddziału Gdańskiego ZLP. W 1978 wyszła za mąż za Marka Drążewskiego, reżysera filmowego (rozwód w 1985). Publikowała w czasopismach Student w latach 1975–1977 i 1981 oraz Integracje w 1978, 1980 i 1982. Była redaktorem Wydawnictwa „Graf”. 
W latach 1978–1990 była kierowniczką literacką Opery Bałtyckiej i Filharmonii Bałtyckiej w Gdańsku. W 1990 uczestniczyła w International Writing Program (stypendium literackie) na University of Iowa. W latach 1994–2007 była zastępczynią dyrektora Państwowej Opery Bałtyckiej. W latach 2002–2005 prezes gdańskiego oddziału Stowarzyszenia Pisarzy Polskich. Od 2007 do 2016 była dyrektorem Biura Prezydenta ds. Kultury w Urzędzie Miejskim w Gdańsku, w latach 2016–2019 doradczyni ds. kultury Prezydenta Gdańska Pawła Adamowicza. Pomysłodawczyni nagrody i festiwalu Europejski Poeta Wolności. Członkini Pomorskiej Rady Kultury I kadencji (2018–2021), członkini Rady Kultury Gdańskiej (2019–2023) i polskiego PENClubu. Zasiada w Kapitule Medali św. Wojciecha i Księcia Mściwoja II.

## Twórczość
- Ktoś kogo nie ma. Wiersze. Posłowie: Z. Joachimiak Gdańsk; 1976, 26 s.
- Więzienie jest tylko we mnie. Wiersze. Gdańsk: Wydawnictwo Morskie; 1978, 67 s.
- Pełni róż obłędu. Wiersze; współaut. Z. Joachimiak. Wstęp: M. Janion Gdańsk: Wydawnictwo Morskie; 1983, 54 s.
- Najszczersze kłamstwo Wiersze. Bydgoszcz: Wyd. Pomorze; 1985, 63 s.
- Śmierć w powietrzu: 21 wierszy podróżnych Gdańsk: Wyd. Graf; 1991, 47 s.
- Szelest sukienki... listy do przyjaciół. Wiersze. Posłowie S. Rosiek Gdańsk; 2021, 152 s.

## Odznaczenia
- Brązowy Medal „Zasłużony Kulturze Gloria Artis” (23 sierpnia 2024)[12]

## Nagrody i wyróżnienia
- I wyróżnienie w Ogólnopolskim Konkursie Poetyckim o Laur Czerwonej Róży (1978)
- Nagroda Klubu Studentów Żak „Peleryna” za najlepszy debiut książkowy - tom Więzienie jest tylko we mnie (1979)
- nagroda w Konkursie Dramaturgicznym w kategorii monodram Rady Artystyczno-Programowej Fundacji „Sceny na Piętrze” Tespis w Poznaniu za monodram Chińska cesarzowa (2000)
- Nagroda Miasta Gdańska w Dziedzinie Kultury (za 2003 rok)[13]
- Nagroda Honorowa Gdańskiego Towarzystwa Przyjaciół Sztuki w dziedzinie kultury za całokształt dokonań dla kultury gdańskiej (2017)
- Nagroda Prezydenta Miasta Gdańska w Dziedzinie Kultury z okazji jubileuszu 30-lecia Stowarzyszenia Pisarzy Polskich (2019)[14]
- Nagroda Prezydenta Miasta Gdańska w Dziedzinie Kultury za działalność artystyczną promującą miasto Gdańsk (2021)[14]
- Nagroda Miasta Gdańska w Dziedzinie Kultury „Splendor Gedanensis” (za 2021 rok) - Nagroda Specjalna za całokształt wybitnych osiągnięć i dokonań na rzecz kultury (2022)[13]
- Pomorska Nagroda Literacka „Wiatr od Morza” za całokształt pracy literackiej (2022)[15]